# Olga Holtz
Olga Holtz (en ruso: Ольга Гольц, transliterado Olga Golts; Cheliábinsk, Unión Soviética, 19 de agosto de 1973) es una matemática rusa especialista en análisis numérico. En 2006, recibió el Premio Sofia Kovalévskaya, y, en 2008, el Premio de la European Mathematical Society. Desde 2008, es miembro de la Junge Akademie de Alemania.

## Biografía
Los primeros pasos de Holtz en las matemáticas fueron debido principalmente a sus padres, ambos programadores. A los 15 años, fue elegida para entrar a un instituto especializado en matemáticas, en el que se graduó dos años más tarde. Holzt estudió posteriormente en la Universidad Estatal de los Urales del Sur (1995) y en la Universidad de Wisconsin-Madison (2000), permaneciendo en la última hasta 2002 es un puesto posdoctoral. Tras ello, pasó un año y medio en Alemania con una beca Humboldt en el Instituto de Matemáticas de la Universidad Técnica de Berlín, antes de regresar a Estados Unidos en 2004, donde ocupó una plaza de profesora ayudante de matemáticas en la Universidad de California en Berkeley entre 2004 y 2007.
Tras ganar en 2006 el Premio Sofia Kovalevskaya, dotado de 1 000 000 €, Holtz construyó su grupo de investigación en la Universidad Técnica de Berlín, donde se convirtió en catedrática de matemática aplicada, y más tarde en la Universidad de California en Berkeley, también como catedrática. Desde entonces, Holtz ha acumulado más reconocimientos. La European Mathematical Society le concedió su premio en 2008, y el Consejo Europeo de Investigación le condedió una beca de 880 000 € en agosto de 2010. En 2015, fue elegida fellow de la American Mathematical Society «por sus contribuciones al álgebra lineal numérica, análisis numérico, teoría de la aproximación, ciencia de la computación teórica y álgebra».
Holtz, que consideró una carrera en música antes de decidirse por las matemáticas, actúa con el Coro Filarmónico de Berlín y practica bailes de salón.